# Герб Запоріжжя
Герб Запоріжжя — один з офіційних символів міста Запоріжжя, затверджений рішенням Запорізької міської ради від 31 січня 2003 року № 40 «Про затвердження символіки та положень про герб і прапор міста Запоріжжя». Автори герба — Дмитрієнко Марія Федорівна, Савчук Юрій Костянтинович.

## Опис
Щит перетятий на зелене та малинове поле; у першому полі дві золоті рушниці у косий хрест; у другому — чорний лук з трьома стрілами, вістрями додолу (одна в стовп, дві — в косий хрест.

## Символізм
- Зелений колір символізує надію, достаток, волю, радість.
- Жовтий колір — щедрість, силу, багатство та добробут.
- Малиновий — колір козацьких звитяг, пролитої у боротьбі за волю та незалежність України крові.
- Чорний колір — символізує обережність, мудрість, глибину і таємничість життя, сум[1].

Сучасний герб Запоріжжя майже повністю повторює символіку, відображену на першому гербі міста. Замість зображення навхрест покладених рушниць зі штиками у сучасному гербі зображені перехрещені золоті козацькі мушкети. Щит обрамлений золотим картушем та увінчаний зображенням Дніпровської ГЕС.

## Історія

### Імперський період

Герб Олександрівська (1811)

#### Перший герб
Герб Олександрівська (у складі Катеринославської губернії) затверждено 2 серпня (29 липня) 1811 року:
|  | В зеленому полі, хрестом поставлені дві рушниці зі штиками. В малиновому полі чорний лук з трьома стрілами, обернених додолу, символізують силу нашої зброї та слабкість сили татарської. |

#### Проєкт Кене

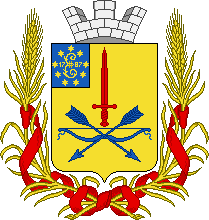
Проєкт Б. Кене

1862 року Бернгардом Кене був складений новий проєкт герба Олександрівська:
|  | На золотому полі червоний меч вістрям догори, під яким лазуровий лук з такими ж стрілами. У вільній частині — герб Катеринославської губернії. Щит увiнчаний срібною мiською короною з трьома вежками та обрамований двома золотими колосками, оповитими Олександрiвською стрiчкою. |

Проєкт не був офіційно затверджений.

### Радянський період

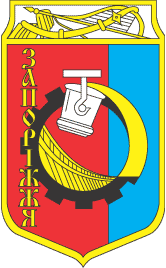
Герб 1967 року

Затверджений 5 жовтня 1967 року рiшенням виконавчого комітету Запорізької міської ради № 488.
|  | Щит розтятий в пропорції 2:1 червоним і лазуровим. У колі, утвореному золотим металом, що ллється зі срібного ковша, і половиною чорної шестірні, золотий контур Дніпровської ГЕС. На правій частині щита золота назва міста в стовп. На срібній главі козацька шабля, бандура і бунчук, що відбивають славні сторінки запорізького козацтва. |

Автор — В. Сторожук
По вертикалі щит герба був розділений на дві частини — червоного та синього кольору. Зі срібного ковша ллється метал, утворюючи коло, яке перетворюється у півшестерню. З правого боку золотими літерами виконано напис «Запоріжжя». Глава герба містить зображення козацької шаблі, бандури та бунчука, які є символами запорізького козацтва.